# Antonov An-32
L'Antonov An-32 (in cirillico Антонов Ан-32, nome in codice NATO Cline) è un bimotore turboelica da trasporto tattico ad ala alta progettato dall'OKB 153 diretto da Oleg Konstantinovič Antonov e sviluppato in Unione Sovietica negli anni settanta.
Evoluzione del precedente An-26, venne dotato di motori più potenti e di una struttura rinforzata e venne ottimizzato per operare ad alte quote e soprattutto in ambienti montani.

## Storia del progetto
Lo sviluppo dell'An-32 si deve alla richiesta da parte del governo indiano riguardo alla fornitura di un velivolo da trasporto tattico che fosse adatto ad operare in condizioni meteorologiche avverse ed ottimizzato per le alte quote, ambiente operativo tipico di quel paese. Grazie ai buoni rapporti diplomatici tra i due leader delle due nazioni, Leonid Il'ič Brežnev ed Indira Gandhi, venne ordinato all'OKB 153 diretto da Oleg Konstantinovič Antonov di proporre un velivolo che soddisfacesse tali requisiti.
Prendendo come base il precedente An-26 venne mantenuto il progetto generale rinforzandone la struttura. Fusoliera, ala e carrello d'atterraggio vennero modificati per sostenere la maggior velocità massima ed i più elevati carichi alari dovuti alla nuova motorizzazione, due turboeliche Ivchenko AI-20 da 5 112 hp (3 810 kW) ciascuna, una potenza quasi doppia rispetto agli Ivchenko AI-24 che equipaggiavano il precedente modello. Questi erano posizionati in gondole motore rialzate che permettevano così l'utilizzo di eliche dal maggior diametro.
Grazie alle modifiche l'An-32 acquisì eccellenti caratteristiche di decollo nelle zone tropicali e in ambienti montani nei quali l'alta temperatura e la rarefazione dell'aria provocano una sensibile diminuzione della potenza disponibile per la propulsione.

## Impiego operativo
A differenza della maggior parte dei velivoli sovietici, l'An-32 era un progetto finalizzato all'esportazione, in particolare ottimizzato per equipaggiare la Bhāratīya Vāyu Senā, l'aeronautica militare indiana. La Voenno-vozdušnye sily (VVS), l'Aeronautica militare dell'Unione Sovietica, aveva puntato su un nuovo progetto sempre sviluppato dall'OKB Antonov, l'An-72, che soddisfaceva sia la fascia di portata utile che le esigenze STOL richieste.
All'inizio degli anni ottanta, l'Unione Sovietica diede inizio all'invasione sovietica dell'Afghanistan contrapponendosi alla rivolta dei mujaheddin contro il governo socialista dell'Afghanistan. Questo vide l'impiego dell'An-32 come trasporto tattico da appoggio alle truppe sovietiche, ideale per operare nel territorio afghano, collinare, caldo e polveroso, esattamente il tipo di condizioni per cui era stato progettato. In quell'occasione l'An-32 diede prova di sé nella capacità di sollevarsi in piste semipreparate e corte, con carichi anche al di sopra dei limiti previsti, salendo rapidamente di quota per sfuggire ai colpi nemici. È documentato che la cellula particolarmente robusta del velivolo è stata in grado di resistere a danni piuttosto gravi e di riuscire a raggiungere i 4 800 m di quota anche con un solo motore funzionante.
L'esperienza in combattimento si dimostrò un utile veicolo pubblicitario e gli ordini da parte del mercato estero, fino ad allora limitati ad India ed Afghanistan, cominciarono a pervenire da paesi asiatici, africani e centro-sudamericani, il più consistente dei quali portò ad una fornitura di 28 esemplari al Perù che andarono ad equipaggiare la propria forza aerea.

### Impiego civile
Sebbene l'An-32 fosse un progetto nato ad uso militare, sono numerose le compagnie che lo utilizzano o lo hanno utilizzato come aereo da trasporto commerciale e come aereo di linea principalmente in America Latina con le compagnie aeree Aeronica e Carricarga.

## Versioni
- An-32 - versione di produzione iniziale.
- An-32B - sviluppo dell'An-32.
- An-32B-100 - versione aggiornata del An-32B. Peso massimo al decollo aumentato a 28 500 kg, carico utile aumentato a 7 500 kg.[5]
- An-32B-110 - versione dotata di avionica che permette l'utilizzo di solo 2 membri di equipaggio (sistema metrico)[6]
- An-32B-120 - come An-32B-110 ma con strumentazione in sistema imperiale britannico.[6]
- An-32B-200
- An-32B-300 - versione motorizzata Rolls-Royce AE 2100D da 4 600 shp[7]
- An-32MP - versione da pattugliamento marittimo[8]
- An-32P Firekiller - versione lotta aerea antincendio. Venne dotato di certificazione speciale concessa in data 10 marzo 1995. Può trasportare 8 000 kg di liquido ritardante in due serbatoi scaricabili contemporaneamente o uno di seguito all'altro. L'azione viene svolta a 40–50 m sopra il livello del suolo ad una velocità da 240 a 260 km/h. Può anche operare come normale aereo da trasporto.[9]

## Utilizzatori

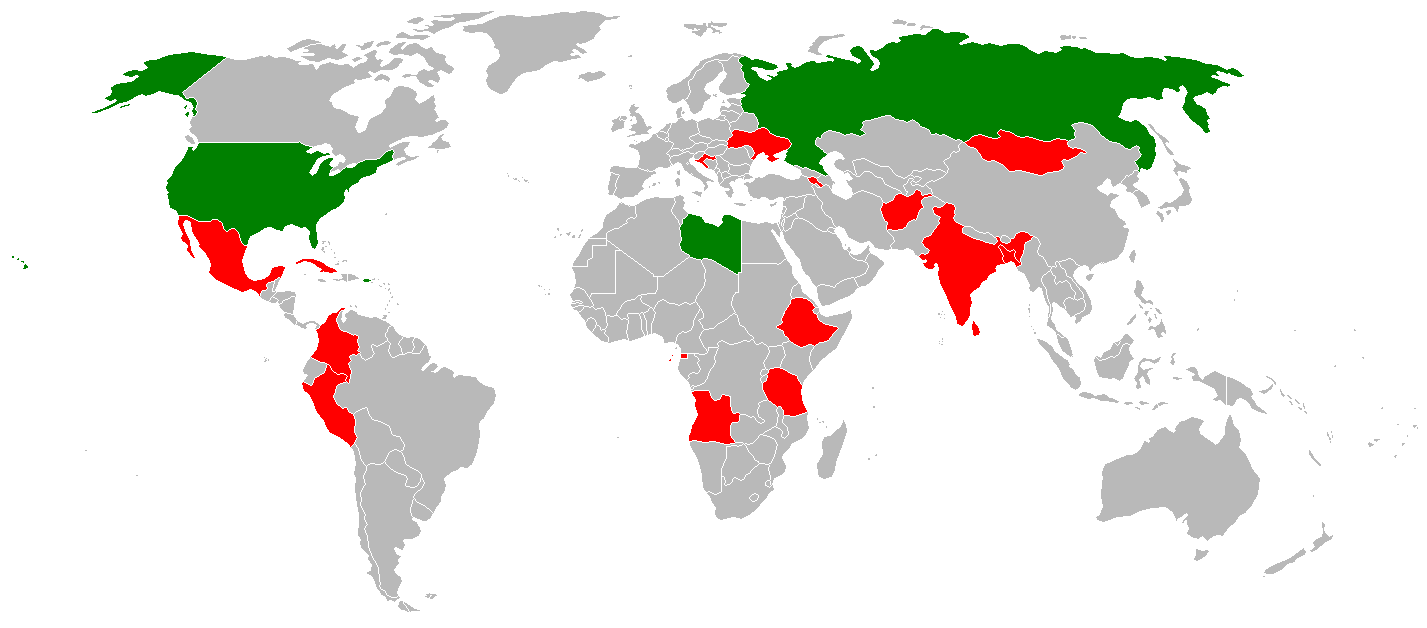
Diffusione dell'An-32 nel mondo: in rosso gli operatori militari, in verde quelli civili.

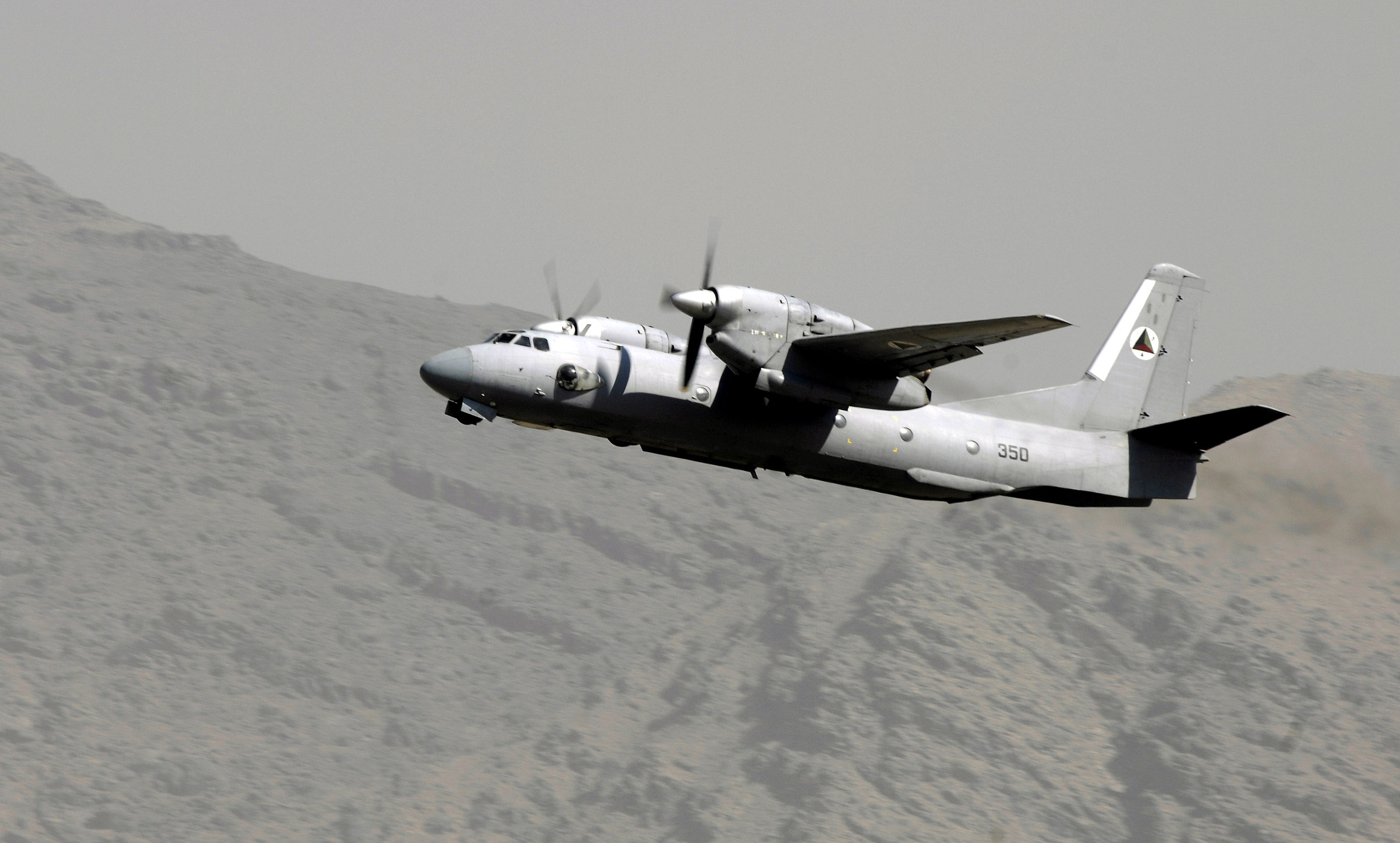
Un Antonov An-32 dell'afghana Afghan National Army Air Force.

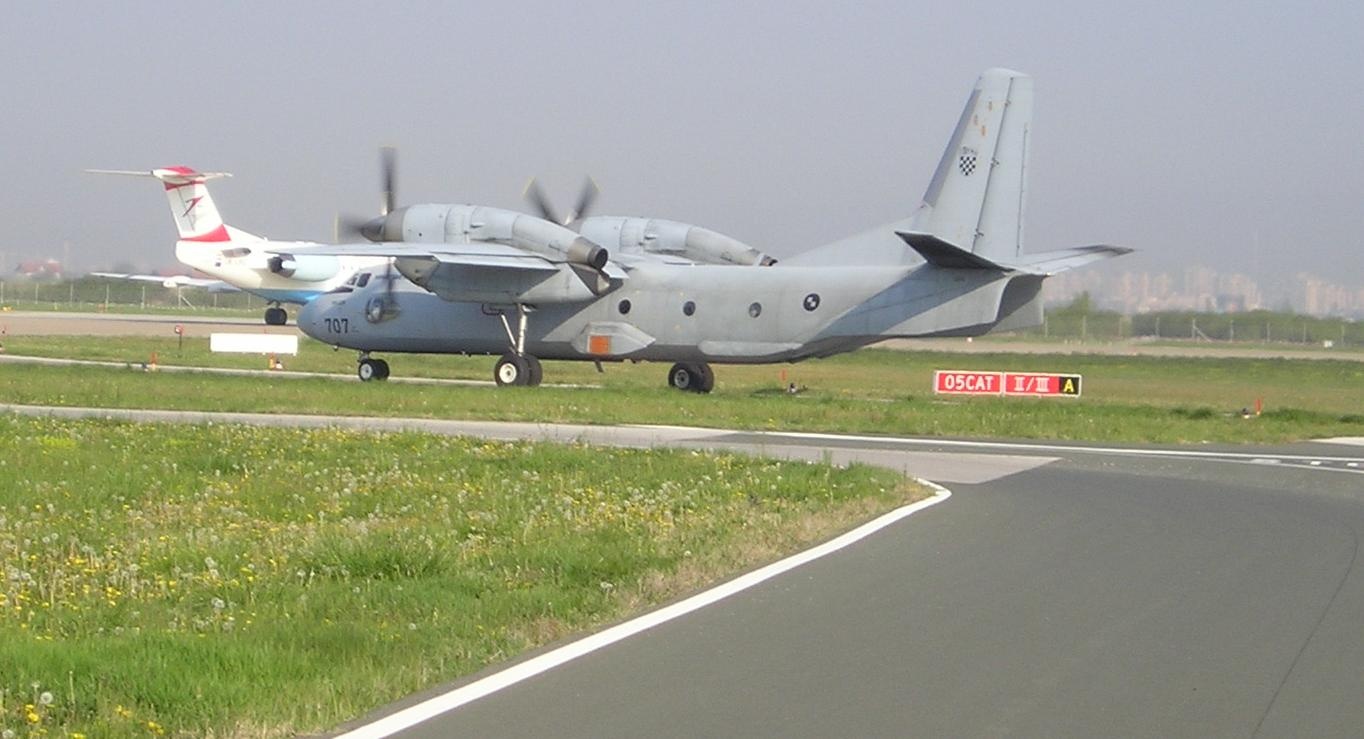
An-32 della HRZ i PZO, l'aeronautica militare croata, prima di decollare.

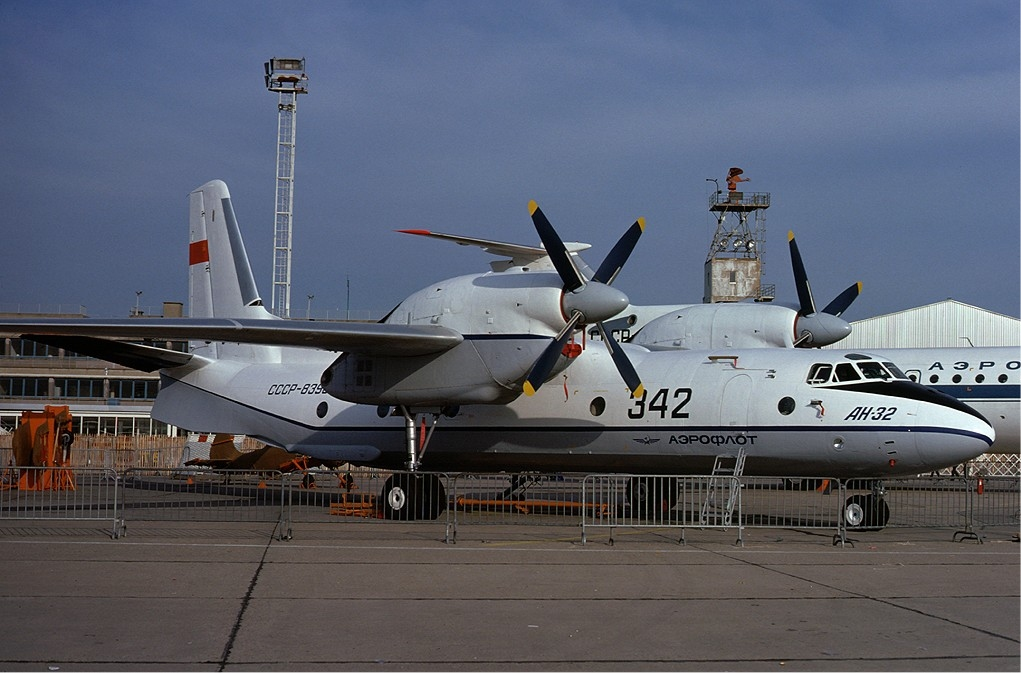
Un Antonov An-32 Aeroflot in mostra statica al Salone internazionale dell'aeronautica e dello spazio di Parigi-Le Bourget del 1977.

### Governativi
Perù
- Policia Nacional del Perú

3 An-32V in servizio al novembre 2019.

### Militari
Afghanistan
- Afghan Republic Air Force[11]

acquisì 6 esemplari.
 Afghanistan
- Afghan Republican Air Force[11]

 Afghanistan
- Air Defense Force of the Islamic State of Afghanistan[11].

 Angola
- Força Aérea Popular de Angola y Defesa Aérea y Antiaérea

3 esemplari.
 Armenia
- Hayastani R'azmao'dayin Owjher

1 esemplare.
 Bangladesh
- Bangladesh Biman Bahini

2 An-32A e 1 An-32B ricevuti dal 1989 e tutti in organico al febbraio 2021, aggiornati dall'ucraina lSE PLANT 410 CA aircraft repair company.
 Colombia
- Fuerza Aérea Colombiana
- Ejército Nacional de Colombia

2 An-32 in servizio all'ottobre 2017.
 Rep. del Congo
- Armée de l'Air du Congo

2 esemplari in servizio al settembre 2018.
 Cuba
- Defensa Anti-Aérea y Fuerza Aérea Revolucionaria

2 esemplari.
 Croazia
- Hrvatsko ratno zrakoplovstvo i protuzračna obrana

 Etiopia
- Ye Ithopya Ayer Hayl

1 An-32 consegnato ed in servizio al gennaio 2020.
 Georgia
- Sak'art'velos samxedro-sahaero dzalebi

 India
- Bhāratīya Vāyu Senā

105 consegnati tra il 1984 ed il 1991. 101 in servizio, in quanto un esemplare è andato perso nel giugno 2019, mentre altri 3 esemplari sono stati persi dal 1986. Gli esemplari ancora in organico sono stati sottoposti ad un upgrade (dall'ucraina Antonov) che comprende, sia un ricondizionamento strutturale in modo da allungarne la vita operativa di ulteriori 15 anni, sia il potenziamento delle turbine Motor Sich Al-20 che hanno portato il carico pagante a 7.500Kg.
 Iraq
- Al-Quwwat al-Jawwiyya al-'Iraqiyya

6 An-32V consegnati.
 Kazakistan
- Sil Vozdushnoy Oborony Respubliki Kazakhstan

 Messico
- Fuerza Aérea Mexicana

 Mongolia
- Agaaryn Dovtolgoonoos Khamgaalakh Tsergiyn Komandlal

 Perù
- Fuerza Aérea del Perú

16 An-32B acquistati ai tempi dell'Unione Sovietica, utilizzati tra il 1987 ed il 2002, poi ritirati. 6 esemplari acquistati in Ucraina nel 1995, tre dei quali restano in servizio al luglio 2019.
- Marina de Guerra del Perú

2 An-32B acquistati nel 1994. 1 An-32B acquistato di seconda mano in Ungheria ed in servizio al luglio 2019.
- Ejército del Perú

4 An-32B ricevuti; tre nel dicembre del 1994; uno nel 1997. Un An-32B ritirato dal servizio nel 2013 per esaurimento delle ore di volo stabilite dal costruttore, è stato riportato in condizioni di volo a luglio 2023.
 Romania
- Forţele Aeriene ale Republicii Socialiste Română

 Russia
- Voenno-vozdušnye sily Rossijskoj Federacii

50 esemplari.
 Sri Lanka
- Sri Lanka Air Force

4 An-32B acquistati nel 1995. Rimasti a terra per molti anni, tra l'agosto 2020 ed il giugno 2021 tre esemplari sono stati inviati in Ucraina e sottoposti ad un programma di revisione che li ha riportati in condizioni di volo. Alla stessa data, è stato comunicato che i piani per l'aggiornamento dell'ultimo esemplare dovrebbero essere finalizzati presto.
 Sudan
- Al-Quwwat al-Jawwiyya al-Sudaniyya

5 An-32B in servizio al luglio 2019.
 Tanzania
- Jeshi la Anga la Wananchi wa Tanzania

 Ucraina
- Viys'kovo-Povitriani Syly Ukrayiny

 Unione Sovietica
- Sovetskie Voenno-vozdušnye sily

### Civili
All'agosto 2006 erano ancora 56 gli esemplari di Antonov An-32 operativi come aerei di linea nelle compagnie aeree mondiali, tra le quali Air Pass (4 esemplari), Alada (3), Libyan Arab Air Cargo (4), Million Air Charter (3), AERCARIBE LTDA (2), Trans-Charter (3) e Selva (4). Altre 29 compagnie operavano con un numero inferiore di esemplari.

## Incidenti
- Dall'entrata in servizio dell'aereo An-32 sono stati 46 incidenti che hanno causato 484 vittime.[36]
- L'ultimo incidente (al maggio 2008) con 13 vittime è accaduto con un An-26 della Guardia Costiera della Guinea Equatoriale il 16 aprile 2008 vicino all'Isola Annobón.[37]
- L'incidente più grave con un An-32 è accaduto l'8 gennaio 1996 con un An-32B dell'African Air (numero di bordo RA-26222, in leasing operativo dalla compagnia aerea russa Moscow Airways). L'aereo è stato sovraccaricato, ma nonostante questo ha incominciato l'accelerazione per decollare dalla pista lunga di soli 600 m dell'Aeroporto di Kinshasa-N'Dolo (IATA: NLO, ICAO: FZAB) in Zaire. L'aereo ha superato la pista senza decollare devastando il mercato cittadino situato nei pressi dell'aeroporto causando 237 vittime.[38]

## Galleria d'immagini

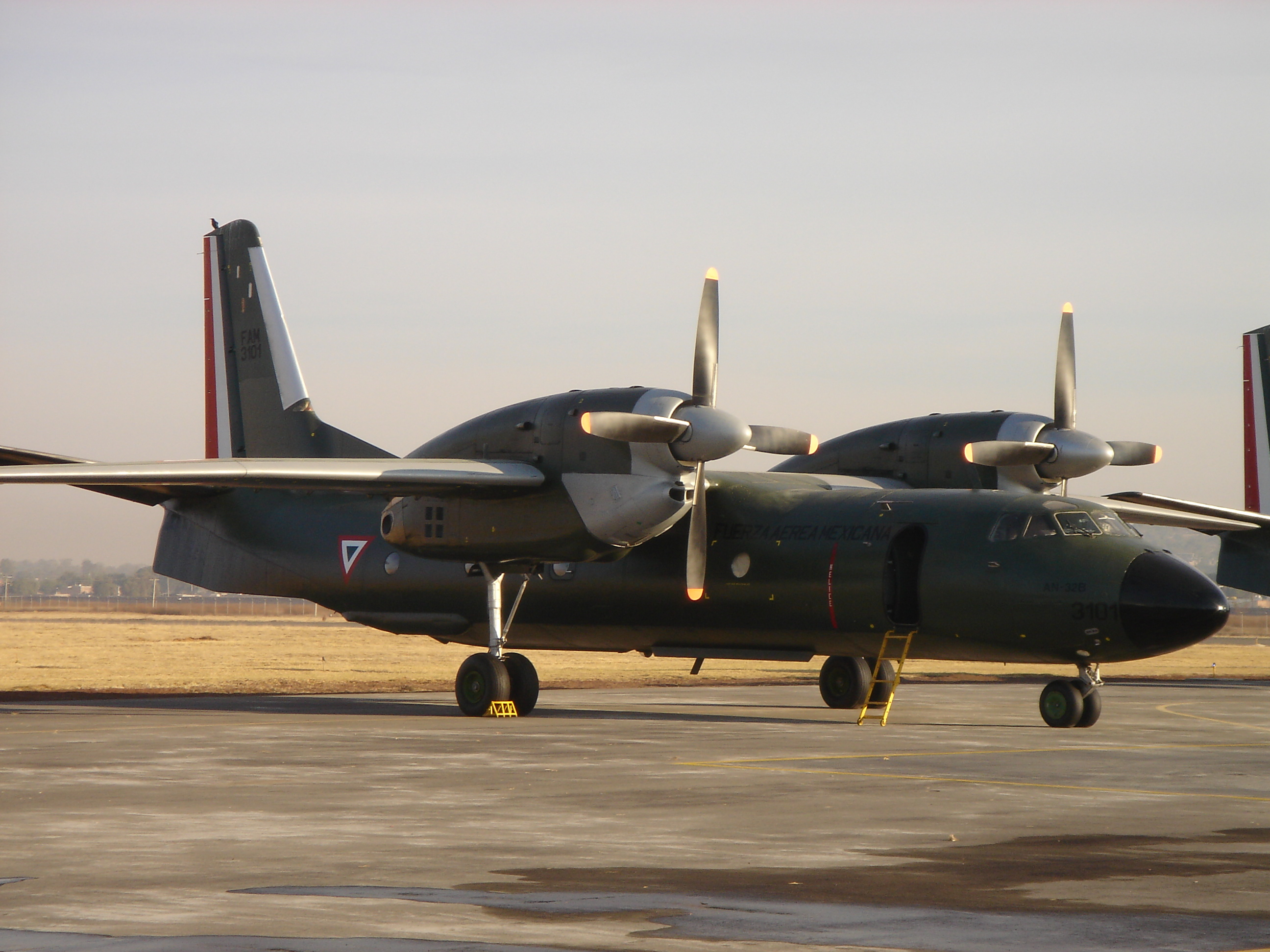
Un An-32B Fuerza Aérea Mexicana
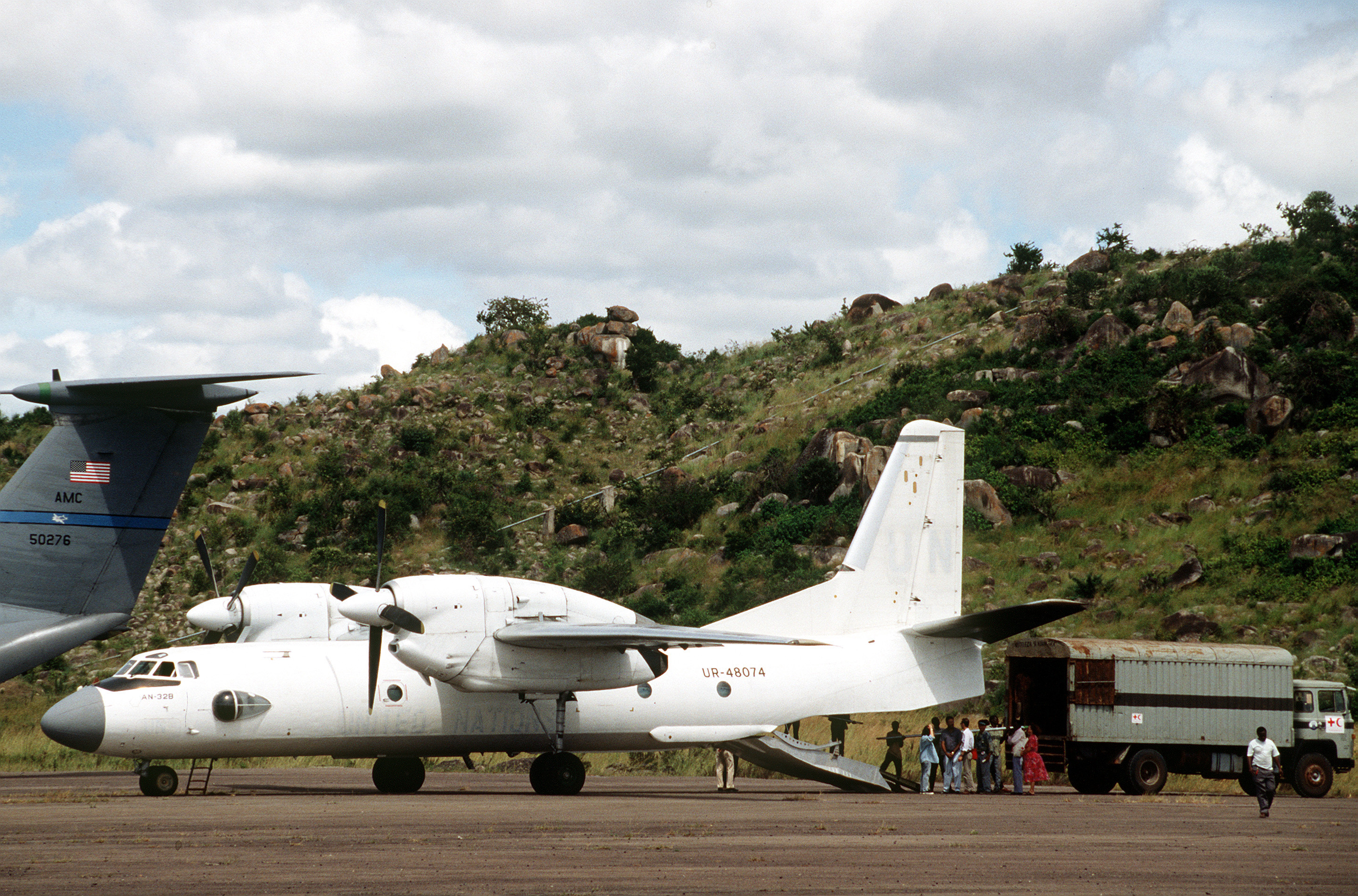
Un An-32B (#UR-26586) delle Nazioni Unite all'Aeroporto Internazionale del Kuwait in sosta il 27 febbraio 1998
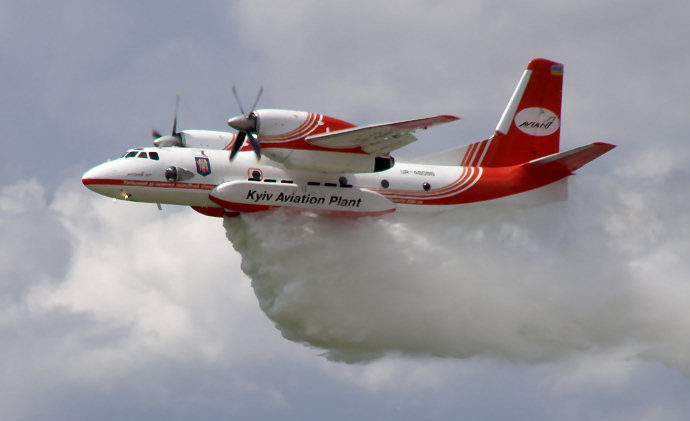
Un An-32P, ora prodotto dalla Kyiv «Aviant» State Aircraft Plant usato nella lotta aerea antincendio
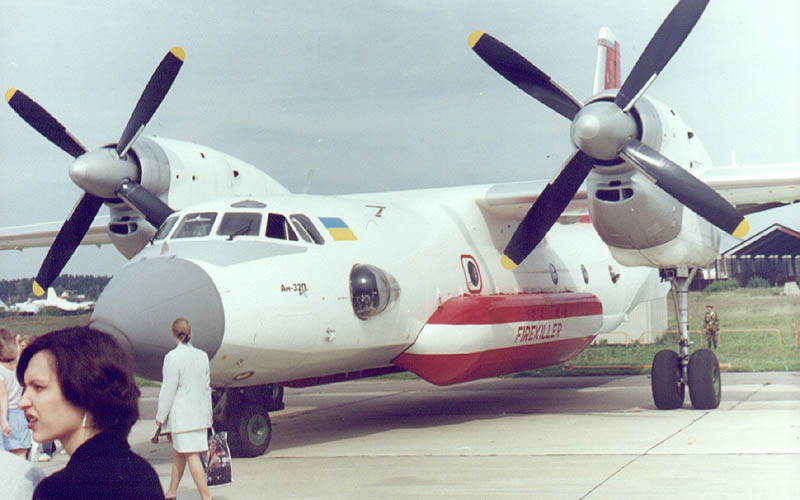
Un An-32P Firekiller antincendio in mostra statica

### Velivoli comparabili
- Alenia G.222
- Antonov An-26
- Kawasaki C-1